# Fajã Fajanzinha
Fajã Fajanzinha é a fajã que fica mais próxima da Ponta do Topo e o seu caminho de acesso é um carreiro que tem início na estrada que nos leva ao Farol da Ponta do Topo. 
A Fajãzinha localiza-se na costa Norte da ilha de São Jorge, Concelho da Calheta e freguesia de Nossa Senhora do Rosário. A sua vizinha mais próxima é a Fajã das Cubas ou da Baleia.
Ali existiam em tempos idos sete casas ao todo com as suas adegas nas lojas, onde era feito bom vinho. Delas só restam ruínas. 
Actualmente as uvas são transportadas em cestos, para o Topo, onde o vinho é feito.
Esta fajã é um local muito bom para peixe e por tal razão foi aberto um novo atalho depois do terramoto de 1980. Ali existe o pesqueiro do “Gonçalo”, de onde os pescadores apanham o pargo, a moreia, o sargo, a anchova, e a tainha.
Ao contrário da maior parte das fajãs, a Fajãzinha está de novo a ser recupera e cultivada de vinha, abóbora, couve e beterraba. 
Uma cisterna constitui o reservatório de água desta fajã.